# زندگی در فراموشی
زندگی در فراموشی (به انگلیسی: Living in Oblivion) یک فیلم مستقل در سبک کمدی سیاه است که تام دی‌چیلو کارگردانی و نویسندگی آن را برعهده داشته‌است. استیو بوشمی، کاترین کینر، درموت مالرونی و جیمز لوگرو ستارگان حاضر در این فیلم هستند. زندگی در فراموشی نخستین تجربهٔ حرفه‌ای پیتر دینکلیج نیز بوده‌است.

## بازیگران
- استیو بوشمی در نقش نیک ریو
- کاترین کینر در نقش نیکول
- درموت مالرونی در نقش ولف
- جیمز لوگرو در نقش چاد پالومینو
- ریکا مارتنس در نقش کورا ریو
- پیتر دینکلیج در نقش تیتو
- میشل کارلو در نقش یک پرستار